# The Old Nuisance
The Old Nuisance è un cortometraggio muto del 1913 diretto da Hay Plumb.

## Trama
Per liberarsi della suocera, una coppia persuade un amico a corteggiare l'indesiderata ospite.

## Produzione
Il film fu prodotto dalla Hepworth.

## Distribuzione
Distribuito dalla Hepworth, il film - un cortometraggio di 213 metri - uscì nelle sale cinematografiche britanniche nel luglio 1913.
Fu distrutto nel 1924 dallo stesso produttore, Cecil M. Hepworth. Fallito, in gravissime difficoltà finanziarie, Hepworth pensò in questo modo di poter almeno recuperare il nitrato d'argento della pellicola.